# Antoine Snyders
Antoine Snyders, né le 10 février 1997, est un ingénieur industriel et un athlète belge spécialiste des épreuves de sprint. En 2023, il est champion de Belgique du 200 m. Il est le détenteur du record de Belgique du 200 m et avec le relais belge du 4 x 100 m (les « Belgian Falcons »).

## Biographie
Antoine Snyders, né le 10 février 1997, est issu d'une famille d'athlètes. Il est le fils de Jean-Paul Snyders, spécialiste de demi-fond affilié et entraîneur au club d'athlétisme du RFC Liégeois. Il a un frère jumeau, Camille, qui a remporté plusieurs médailles aux championnats de Belgique d'athlétisme.
Antoine Snyders a d'abord fait des études en Suisse et est diplômé en sciences de l'ingénieur industriel de l'Institut HELMo Gramme (Angleur) depuis 2022.
Il est champion de Belgique en salle en 2019 sur 200 m puis en 2021 sur 60 m en salle. En 2019, il prend part au relais belge 4 x 100 m aux championnats d'Europe U23 à Gävle. Avec l'équipe belge de relais, il remporte une médaille de bronze.

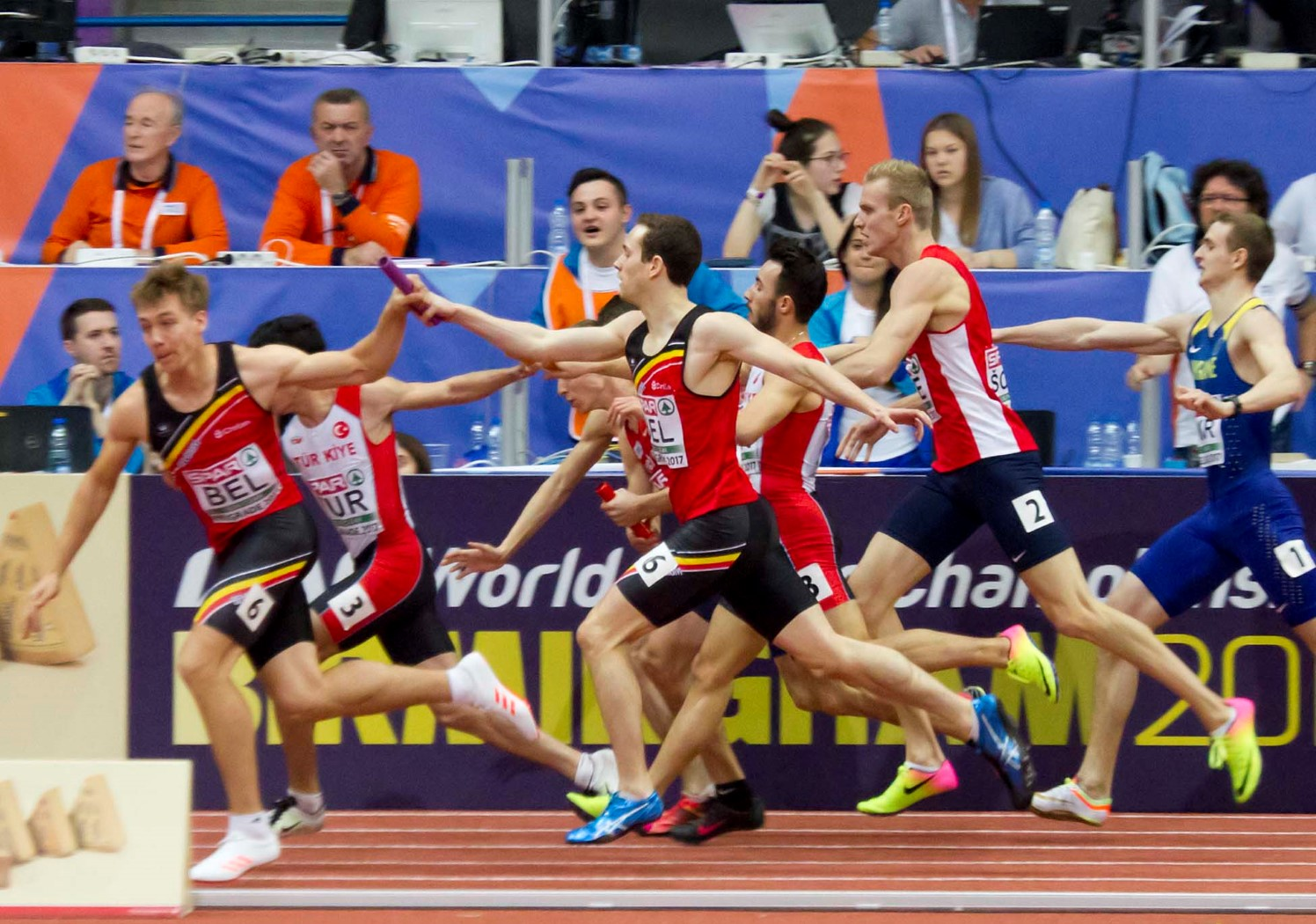
Relais belge.

En 2023, il est sacré champion de Belgique du 200 m.
Lors des Relais mondiaux 2025 à Canton, le relais belge du 4 x 100 m constitué de Robin Vanderbemden, Antoine Snyders, Kobe Vleminckx et Simon Verherstraeten réalise le 11 mai 2025 un chrono de 38 s 49, nouveau record de Belgique. Ce record qualifie le relais belge des Belgian Falcons pour les Championnats du monde d'athlétisme 2025 à Tokyo.
Il est affilié au club d'athlétisme Waremme Athletic Club Oreye (WACO). Depuis 2024, il bénéficie d'un contrat Adeps Pro.

## Titres dans les championnats nationaux
Extérieur
| Épreuve | Année |
| ------- | ----- |
| 200 m   | 2023  |

En salle
| Épreuves | Année |
| -------- | ----- |
| 60 m     | 2021  |
| 200 m    | 2019  |

## Records personnels
Extérieur
| Épreuves | Prestation | Vent     | Date         | Lieu               |
| -------- | ---------- | -------- | ------------ | ------------------ |
| 100 m    | 10,29 s    | +1,5 m/s | 19 juin 2024 | Naimette-Xhovémont |
| 200 m    | 20,74 s    | +, m/s   | 7 juin 2025  | Oordegem           |

En salle
| Épreuves | Prestation | Date            | Lieu             |
| -------- | ---------- | --------------- | ---------------- |
| 60 m     | 6,74 s     | 27 janvier 2024 | Louvain-La-Neuve |

## Palmarès

### 60 m
- 2021:  Championnats de Belgique d'athlétisme en salle 2021 – 6,87 s

### 200 m
- 2019:  Championnats de Belgique d'athlétisme en salle 2019 – 21,32 s
- 2021:  Championnats de Belgique d'athlétisme en salle 2021 – 21,42 s
- 2023:  Championnats de Belgique d'athlétisme 2019 – 21,24 s
- 2024:  Championnats de Belgique d'athlétisme 2024 – 20,91 s
- 2025:  Championnats de Belgique d'athlétisme 2025 – 20,81 s

### 4 x 100 m
- 2019:  Championnats d'Europe d'athlétisme U23 à Gävle – 39,77 s
- 2024 : 4e Championnats d'Europe d'athlétisme 2024 à Rome – 38,65 s